# Hoffmannseggia peninsularis
Hoffmannseggia peninsularis är en ärtväxtart som först beskrevs av Nathaniel Lord Britton och Joseph Nelson Rose, och fick sitt nu gällande namn av Ira Loren Wiggins. Hoffmannseggia peninsularis ingår i släktet Hoffmannseggia och familjen ärtväxter. Inga underarter finns listade i Catalogue of Life.